# Louis Krzyzkowski
Louis Krzyzkowski, né le 2 janvier 1898 à Poznań — aujourd'hui en Pologne — et mort le 29 juin 1944 à Rillieux, fusillé par la Milice française, est une victime de la Shoah.
Le rapport de gendarmerie no 814 de la gendarmerie de Sathonay du 4 novembre 1944, le présente comme fabricant de jouets, domicilié au 19, rue Lecoq, à Sèvres.

## Circonstances du décès
Au cours de la journée du 28 juin 1944, les miliciens lyonnais arrêtent un certain nombre de personnes juives ensuite incarcérées impasse Catelin, dans les locaux de la milice, à Lyon, parmi lesquelles Louis Krzyzkowski ; ces arrestations, en réaction à l'assassinat du secrétaire d'État à l'Information de Vichy Philippe Henriot, assassiné par des résistants (s'étant fait passer pour des miliciens), à Paris, le 28 juin 1944.
Le 29 juin 1944 au matin, Henri Gonnet, un milicien aux ordres de Touvier, fait sortir sept prisonniers juifs de la cellule, dont Louis Krzyzkowski. Ils sont emmenés dans une camionnette au cimetière de Rillieux où ils sont fusillés vers 5h30 du matin.

## Inhumation
Louis Krzyzkowski est inhumé au Val d'Enfer, le mémorial des maquis de l'Ain et de la Résistance (tombe 71).

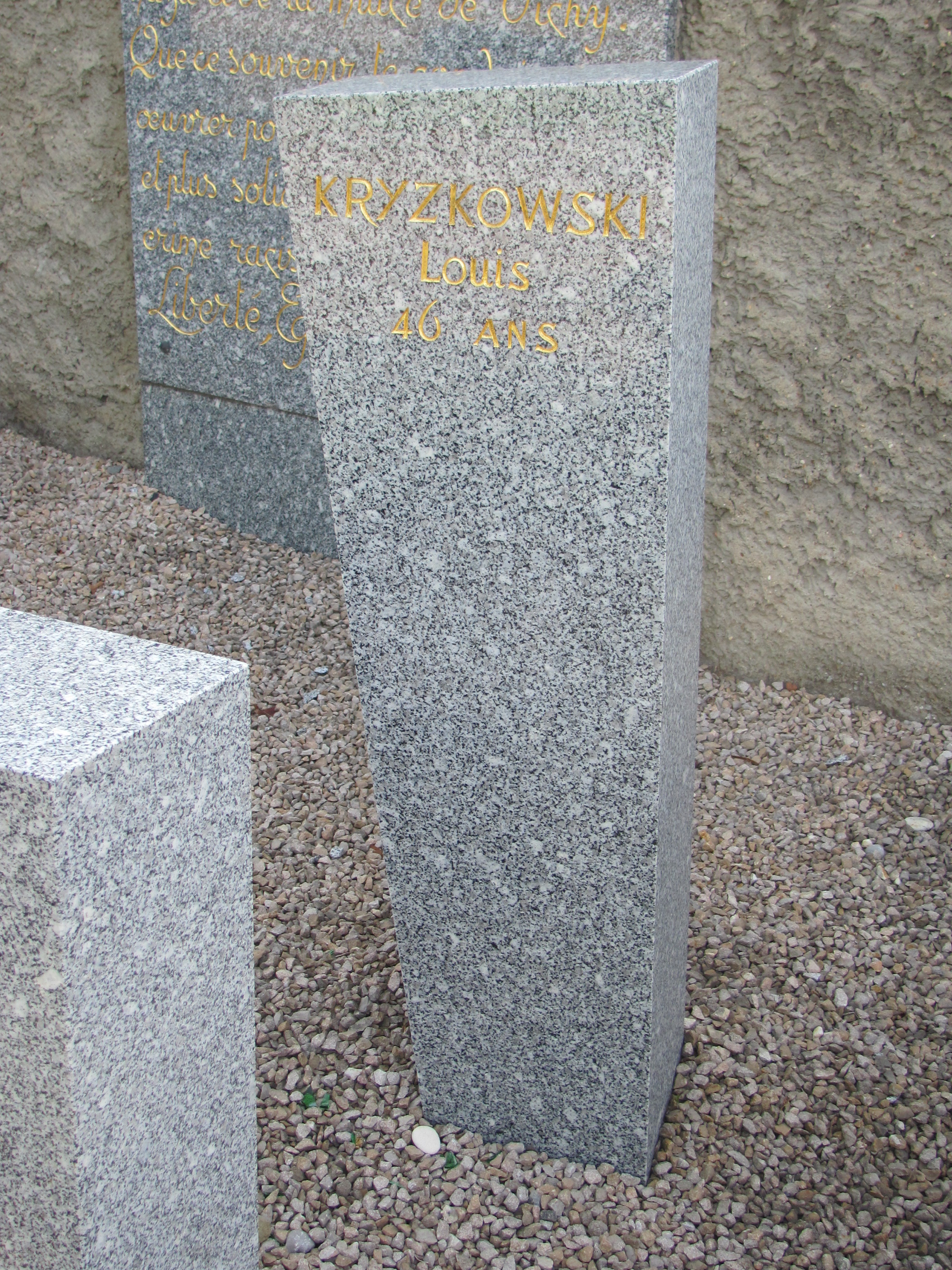
Louis Kryzkowski[Note 1], 46 ans Stèle commémorative au cimetière de Rillieux-la-Pape
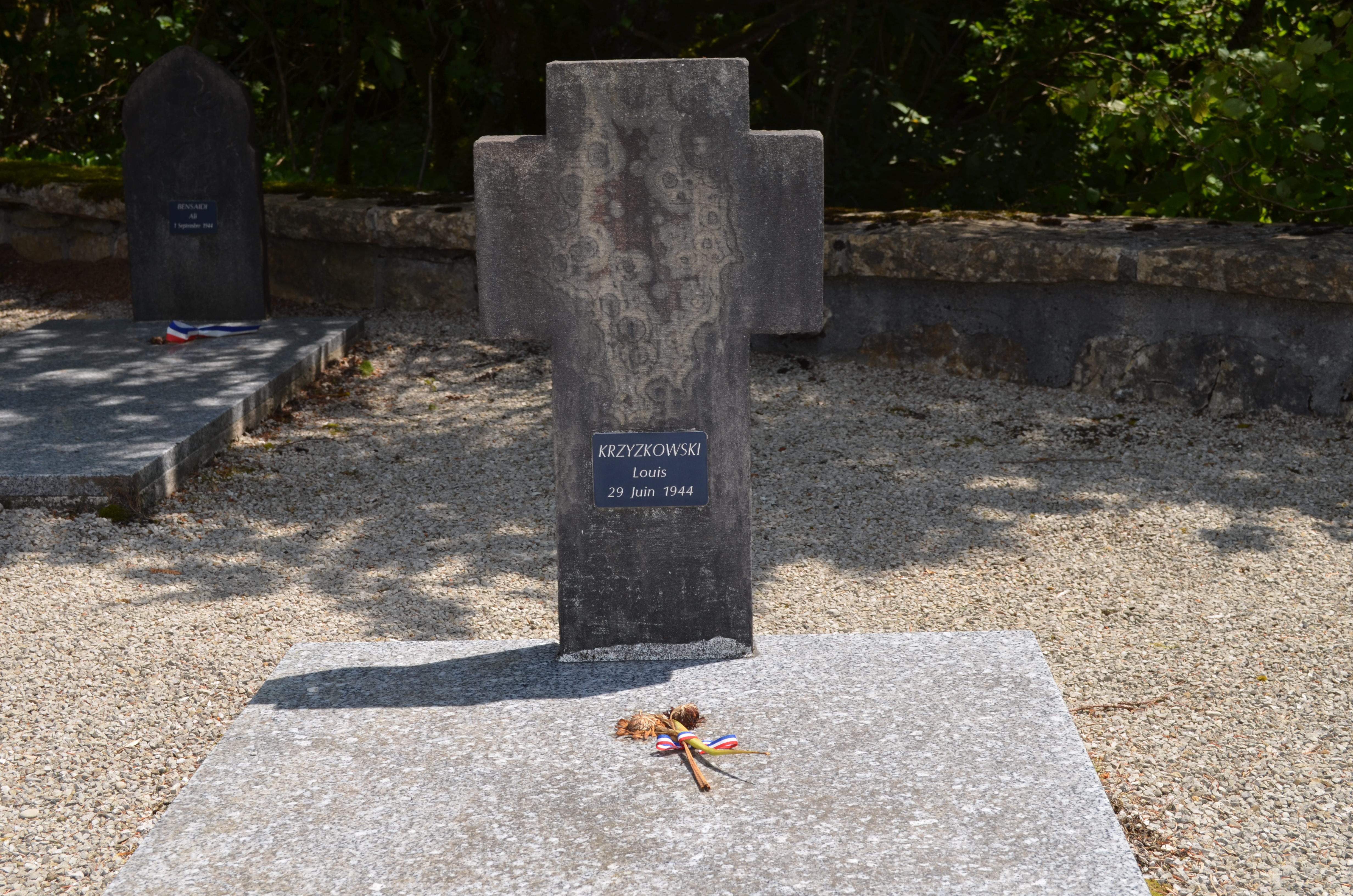
Tombe de Louis Krzyzkowski à Cerdon.